# Kaffer
Het woord kaffer komt van het Arabische woord kafir (Arabisch: كافر) hetgeen staat voor ongelovige of godslasteraar, ofwel géén moslim. Het woord wordt in Afrika (vooral Zuid-Afrika) als een bijzonder kwetsend scheldwoord beschouwd. In Zuid-Afrika is het gebruik van de term strafbaar sinds de afschaffing van de apartheid.

## Geschiedenis

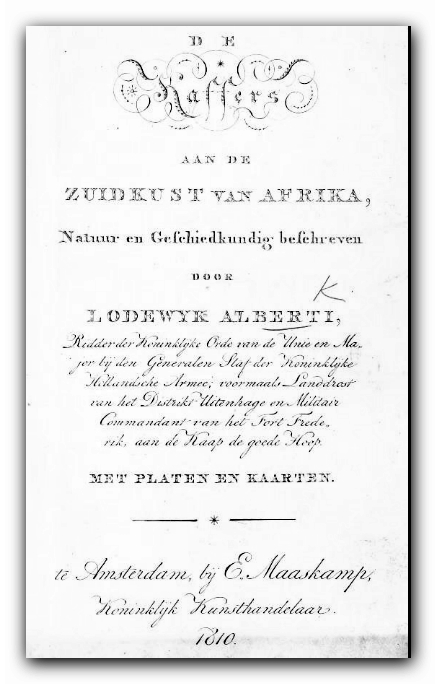
De Kaffers aan de Zuidkust van Afrika, Johann Christoph Ludwig Alberti (1810)

Tijdens de zeetochten van Arabische handelaren naar Oost- en Zuidoost-Afrika kwamen zij negroïde volkeren tegen, die natuurgodsdiensten (animisme) aanhingen. Deze werden ook als kafir of kufar (meervoud) aangeduid. De Nederlandse zeevaarders pikten later deze uitdrukking op, en duidden vooral de Khoisan-volkeren rond de Kaap aan als kaffers. Het was eeuwenlang een neutrale aanduiding. De term reisde door naar Nederland, waar het de betekenis van onbeschaafd of onbeschoft persoon kreeg. In het Afrikaans werd de term kaffir of kaffer later een scheldwoord voor zwarte. Een "kaffirboetie" was in de tijd van de apartheid een "blanke" die zich te vriendelijk tegen zwarten opstelde of tegen de apartheid was, een "negervriend".
De handel die de Arabieren bedreven was voor een deel gebaseerd op slavernij. De latere Europese koloniale machten namen het woord over als algemene aanduiding van een zwarte Afrikaan. In Zuid-Afrika gebruikte men het woord om een onderscheid te maken tussen de eerder bruine Khoisanbevolking van het Kaapland en de volkeren verder naar het oosten en noorden, die Bantoetalen spraken en een donkerder huidskleur hadden. De grens tussen deze volkeren lag oorspronkelijk ongeveer bij de Visrivier. Na de overname van de Kaapkolonie door Groot-Brittannië (1806) trachtte het nieuwe bewind ook het gebied ten oosten van deze rivier te koloniseren. Aanvankelijk werd dit een nieuwe, aparte kolonie genaamd Brits-Kaffrarië.
Ook onder de missionarissen, die de plaatselijke bevolking toch met heel wat betere bedoelingen bekeken dan de kolonisten, was het woord kaffer in regelmatig gebruik. De eerste woordenlijsten van het Xhosa, verwijzen dan ook naar de kaffertaal. Het besef dat de betrokken bevolking de aanduiding niet bepaald op prijs stelde drong maar langzaam door in het Zuid-Afrika van de apartheid. De term is pas sinds het jaar van de eerste vrije verkiezingen in 1994 formeel in onbruik. 
Tegenwoordig is in Zuid-Afrika het gebruik van het woord kaffer strafbaar. In 2018 werd voor het eerst iemand veroordeeld tot gevangenisstraf voor het gebruik van dit woord.

## Botanische namen
Botanici gebruikten de term vrij argeloos in de taxonomie, bijvoorbeeld voor wat nu de koraalboom is, maar nog niet zo lang geleden kafferboom (Erythrina caffra) genoemd werd. Ook de voormalige naam kafferkoren gaat hierop terug en eveneens kafferbuffel (tegenwoordig "Kaapse buffel"). Door Gideon Smith en Estrela Figueiredo, beiden werkzaam als taxonoom aan de Nelson Mandela-universiteit, werd formeel voorgesteld om in wetenschappelijke namen van algen, planten en schimmels het woord ‘caffra’ en vergelijkbare vormen zoals ‘caffrum’, ‘caffrorum’, etc te vervangen door ‘afra’, 'afrum', 'afrorum', etc. Afer (m), afra (f), afrum (n) verwijst naar een Afrikaanse oorsprong. Het XX Internationale Botanische Congres in Madrid (2024) besloot inderdaad tot wijziging van deze namen. Het gaat om circa tweehonderd namen voor algen, planten en schimmels. Hiervan zijn enkele tientallen namen gangbaar; de rest zijn synoniemen. 
Het besluit trok wereldwijd aandacht in de media, en kwam zelfs op het NOS Journaal. Daarbij namen de media het met de feiten niet altijd even nauw. Sommige media rapporteerden dat het voorstel in gewijzigde vorm werd aangenomen, waarbij alleen de eerste c- geschrapt zou worden, wat dan zou leiden tot Erythrina affra. Ook rapporteerden sommige media (zoals NRC) abusievelijk dat dit pas in 2026 zou ingaan (het jaartal 2026 was wel betrokken bij een ander voorstel dat aangenomen werd); de wijziging is gewoon retroactief, en geldt dus vanaf 1753.

## Gebruiken
Het is niet ongewoon dat zwarte Zuid-Afrikanen elkaar kaffer noemen. Dit wordt meestal niet gezien als een belediging. Het woord komt vandaag de dag nog veelvuldig voor alhoewel het officieel niet meer gebruikt mag worden, het Xhosa wordt bijvoorbeeld nog steeds pejoratief als kaffertaal aangeduid. Het woord witkaffer komt ook vaak voor en wordt gebruikt voor albino's van Bantoeoorsprong of voor een blank persoon die er onverzorgd uitziet. Ook Mahatma Gandhi gebruikte in zijn tijd in Zuid-Afrika dit Arabische leenwoord.

## Noot
Het woord kaffer in de zin van "sukkel", "domoor" of "lomperik" heeft een andere herkomst; dit voert terug op een Hebreeuws woord. De werkwoorden kafferen en uitkafferen zijn op deze tweede betekenis gebaseerd.